# Isabel Hochstein
Isabel Hochstein (* 20. April 1994 in Duisburg) ist eine deutsche Fußballspielerin.

## Karriere
Hochstein spielte bis zum Jahr 2011 in der U-17-Mannschaft des FCR 2001 Duisburg und war ab Sommer 2010 bereits zugleich Teil der zweiten Mannschaft in der 2. Bundesliga. Für Duisburg II absolvierte sie bis 2012 25 Zweitligaspiele, ihr erstes Tor gelang ihr am 16. Oktober 2011 bei einem Auswärtssieg beim Mellendorfer TV. Zu ihrem ersten Einsatz für die Duisburger Erstligamannschaft kam Hochstein am 10. Oktober 2010, als sie im Auswärtsspiel beim VfL Wolfsburg für Femke Maes eingewechselt wurde. Drei Tage später kam sie zudem zu einem Einsatz in der ersten Runde der Champions League. Im Sommer 2012 wechselte sie zur zweiten Mannschaft des Bundesligisten SGS Essen, von wo sie nach zwei Saisons in die Bundesligamannschaft aufrückte. 2019 wechselte sie zum Bundesligakonkurrenten MSV Duisburg.

## Erfolge
- 2008/09: Deutscher Vizemeister der B-Juniorinnen